# Pieter J. de Waal
Pieter J. de Waal, južnoafriški general in vojaški ataše, * 1899, † 1977.